# Hávamál
Els Hávamál (Les dites d'Hávi o Discurs de l'Alt) —el mot és un neutre plural— són un dels poemes de l'Edda en vers. En les edicions tradicionals de l'Edda poètica ocupen el segon lloc, després de la Vǫlospá. Els Hávamál ens proposen una sèrie de regles per a viure amb saviesa i per a la supervivència en una societat amb una autoritat estatal molt feble o inexistent. Alguns versos estan escrits des de la perspectiva d'Odin (per exemple, el Rúnatal, que ens informa com Odin va obtenir les runes i els encantaments que va aprendre a fer amb aquests). El contingut de l'obra és tant pràctic com metafísic. L'única font en què ha sobreviscut aquest poema és el còdex Reial. Es creu que els Hávamál no van ser compostos més enllà de l'any 800. Una de les primeres referències a aquest poema ens la proporciona l'escalda Eyvindr skáldaspillir en els seus Hákonarmál, compostos vers l'any 960.
Els Hávamál consten de nombroses seccions o poemes, que varien molt en el to, la forma narrativa i la mètrica emprada, per bé que el metre que hi predomina sigui el ljóðaháttr. Els Hávamál tenen un total de 164 estrofes i és precisament la darrera la qui dona nom al poema:
Estrofa 164:
| Nú ero Háva mál kveðin Háva hǫllo í allþǫrf ýta sonom óþǫrf jǫtna sonom. Heill sá, er kvað, heill sá, er kann, nióti sá, er nam, heilir, þeirs hlýddo. | Ara s'han cantat les dites d'Hávi, al palau d'Hávi, molt útils als fills dels humans, [però] inútils per als fills dels gegants. Salut al qui les ha cantades! Salut als qui les sap! Siguin de profit al qui les ha apreses! Salut a tots aquells que les han sentides! |

Sobre la divisió dels Hávamál en seccions no hi ha unanimitat de criteris. L'erudit islandès Hermann Pálsson, en la seva edició del 1991, va dividir l'obra en sis seccions intitulades, respectivament, Geðspeki (estrofes 1-83), Mansöngur (estrofes 84-110), Heilræði (estrofes 111-137), Píslir og rúnir (estrofes 138-145), Galdur (estrofes 146-163) i Ljóðalok (estrofa 164).

## Gestaþáttr
La primer secció és el Gestaþáttr o la 'secció dels hostes', estrofes 1 - 80 (en les edicions escolars islandeses, estrofes 1 - 77) i comprèn una sèrie de màximes sobre com comportar-se amb un hoste o quan s'està de viatge, centrant-se particularment en l'etiqueta i la relació de comportament entre hostes i convidats i el conjunt de tradicions que regulaven el sagrat deure de l'hospitalitat i la reciprocitat amb els hostes (ètica de la reciprocitat). Cal tenir molt present que, en la societat en què es van compondre, l'hospitalitat era de vital importància per als viatgers i, per tant, per al comerç i la transmissió de nous invents i coneixements. La primera estrofa dona un exemple pràctic de la conducta a seguir —fent-ho a manera de consell—, quan una persona ha d'entrar en una casa: 
Traducció al català a partir de la versió norrena original: 
Estrofa 1:
| Gáttir allir áðr gangi fram um scodaz scyli um scygnaz scyli. Því at óvist er at vita hvar óvinir sitia á fleti fyrir. | Tots els llindars, abans de traspassar-los, cal que es mirin, cal que s'escrutin, perquè no es pot pas saber amb certesa on seuen, a la sala que un té al davant, els enemics. |

Estrofa 47:
| Ungr var ek forðom, fór ek einn saman; þá varð ek villr vega; auðigr þóttumz er ek annan fann; maðr er mannz gaman. | Fa temps vaig ser jove, si [mai] viatjant tot sol em perdia pel camí, em semblava ser l'home més ric si me'n trobava un altre: l'home és un goig per a l'home! |

Estrofa 48:
| Mildir, frœknir menn bazt lifa, sialda sút ala; en ósniallr maðr uggir hotvetna sýtir ǽ gløggr við giǫfom. | Els homes generosos i audaços són els qui viuen millor, rares vegades els aclapara el neguit; però l'home coquí té por de no-res i, estret amb els regals, sempre se'n plany¹. |

¹. L'avar no sols es plany per haver de fer d'un regal, sinó també pel fet de rebre'n un, ja que, d'acord amb les convencions medievals norrenes, rebre un regal volia dir haver-ne de fer un altre.
Les estrofes número 76 i 77 són, probablement, les més conegudes del Gestaþáttr:
Estrofa 76:
| Deyr fé deyia frǽndr, deyr siálfr it sama, en orðstírr deyr aldregi hveim er sér góðan getr. | Mor el bestiar, moren els parents, mor un mateix; però la glòria no mor mai la que cadascú es pugui guanyar. |

Estrofa 77:
| Deyr fé deyia frǽndr, deyr siálfr it sama, ec veit einn at aldregi deyr: dómr um dauðan hvern. | Mor el bestiar, moren els parents, mor un mateix. En sé una que mai no mor: la reputació de cada mort. |

## Milliþáttavísur
Les estrofes 81-83 constitueixen una transició entre la «secció dels hostes» i la «secció dels afers amorosos». Val a dir que, segons l'editor (p. e., és el que se sol fer en les edicions escolars islandeses, que fan acabar la «secció dels hostes» amb l'estrofa 77) les estrofes 78, 79 i 80 també apareixen formant part d'aquest grup d'estrofes de transició. L'editor islandès Guðni Jónsson, per contra, integra les estrofes 78-83 directament a la «secció dels hostes».
Estrofa 78:
| Fullar grindr sá ek fyr Fitiungs¹ sonom, nú bera þeir vánar vǫl; svá er auðr sem augabragð, hann er valtastr vina. | Davant els fills de Grassó he vist les seves pletes, plenes [de bestiar]; ara duen el gaiato del captaire. Així és la riquesa: talment una aclucada d'ull i la menys fiable de les amigues. |

¹. Fitiungr, nom parlant (cf. islandès modern fitjungur "1. (auðmaður) 'acabalat, ric'; 2. designació genèrica de les plantes del gènere Puccinellia): la grassesa com a distintiu del ric; d'aquí la nostra traducció.
Estrofa 79:
| Ósnotr maðr, ef eignaz getr fé eða flióðs munuð, metnaðr hǫ́nom þróaz, en mannvit aldregi: fram gengr hann driúgt í dul. | Al nici, si reïx a acréixer els béns o a heure l'amor d'una dona, li'n creix l'orgull però mai el seny: camina del dret vers la sobergueria. |

Estrofa 80:
| Þat er þá reynt er þú at rúnom spyrr inom reginkunnom, þeim er gørðo¹ ginnregin ok fáði Fimbulþulr²: þá hefir hann bazt, ef hann þegir. | I doncs això està provat quan consultis les runes d'origen divinal, les que feren els déus suprems i pintà [de vermell] Fimbulþulr: si un calla, millor que millor. |

¹. El verb gørva, 'fer', s'ha d'entendre aquí com a sinònim, condicionat per raons mètriques, de rísta, 'gravar, entallar (runes)': les runes primer es gravaven i després es pintaven de vermell.

². Fimbulþulr, el 'puixant rapsode' o 'gran rapsode' és un dels noms d'Odin.
Estrofa 81:
| At kveldi skal dag leyfa, kono, er brennd er, mæki, er reyndr er, mey, er gefin er, ís, er yfir kømr, ǫl, er drukkit er. | El dia s'ha de lloar al vespre, la dona, un cop incinerada, l'espasa quan ja s'hagi provat, la donzella, quan ja s'hagi maridat, el glaç, si un hi passa pel damunt, la cervesa, quan un ja l'hagi beguda. |

Estrofa 82:
| Í vindi skal við hǫggva, veðri á sió róa, myrkri við man spialla, mǫrg ero dags augo; á skip skal skriðar orka, en á skiǫld til hlífar, mæki hǫggs, en mey til kossa. | La llenya s'ha de fer quan comença a bufar el vent, s'ha de sortir a pescar quan fa bon temps, amb una noia s'ha de parlar quan s'ha fet fosc car molts són els ulls del dia; per viatjar cal una nau i un escut per a defensar-se, una espasa per a colpir, i una noia per a besar. |

Estrofa 83:
| Við eld skal ǫl drekka, en á ísi skríða, magran mar kaupa, en mæki saurgan, heima hest feita, en hund á búi. | Cal beure la cervesa arran del foc, patinar damunt el gel, comprar magre el cavall i bruta¹ l'espasa, engreixar el cavall a casa però el ca a la clasta². |

¹. Una espasa amb taques de rovell és una espasa vella i, per tant, una espasa que ja s'ha provat en la lluita.

². L'oposició que s'estableix entre a casa i a la clasta s'ha d'entendre en el sentit que l'autor de l'estrofa recomana que l'amo del cavall es preocupi únicament d'engreixar el cavall, que el seu gos ja s'espavilarà pel seu compte i com pugui. Efectivament, parlen en favor d'aquesta interpretació alguns mots de l'islandès modern com ara búaköttur «utanbæjarköttur» o búafé «fé nágrannanna, fé frá öðrum bæjum» —al costat dels quals, també hi podem situar el mot búrakki «hundur af öðrum bæ» de la saga Laxdœla—: «Cal parar compte al cavall, perquè el gos, per nodrir-se, ja se les sabrà campar pels masos del voltant».

## Mansǫngvaþáttr

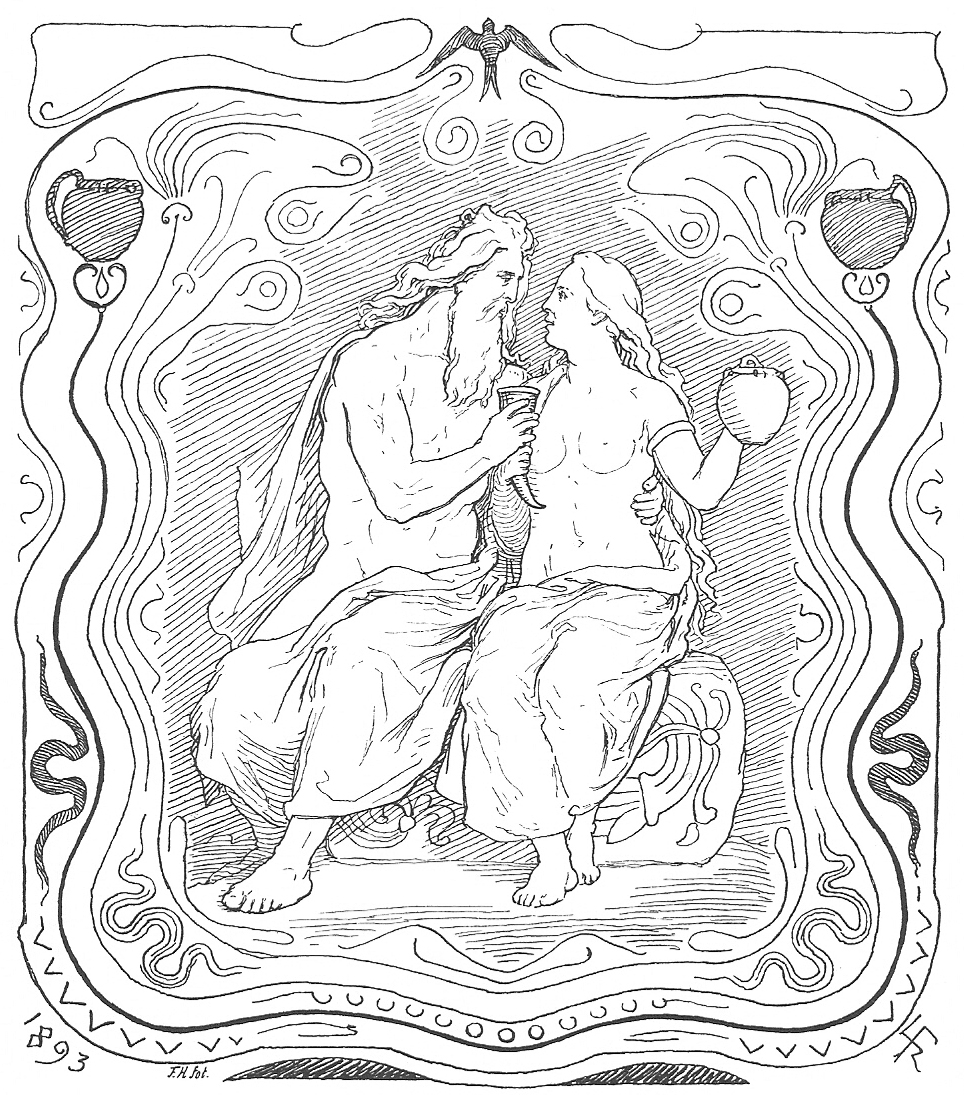
Odin i Gunnlǫð, gravat de Lorenz Frølich per a l'edició danesa del 1895

La segona secció és la constituïda pel Mansǫngvaþáttr o la 'secció dels afers amorosos', estrofes 81 - 110. Un mansǫngr (plural: mansǫngvar) era un poema amorós adreçat a una dona que el poeta desitjava. En aquesta secció, es donen consells per al tracte amorós amb les dones; això sí, després d'una seriosa advertència sobre llur forma de ser. La visió de les relacions entre tots dos sexes que es dona en aquesta secció no és gens afalagadora ni per a l'home ni per a la dona; aparentment, no és possible una relació més o menys equilibrada, més o menys harmònica entre tots dos sexes: d'una relació amorosa sempre se'n surt escaldat: o és l'home el qui en surt malparat o és la dona. La secció acaba amb dos episodis mitològics, la funció dels quals és exemplificar aquest fet (i per això es coneixen amb el nom de Primer exemple d'Odin i Segon exemple d'Odin). En el primer exemple, l'home —representat pel déu Odin— és el burlat; en el segon, la dona —representada per Gunnlǫð Suttungsdóttir— acaba amb el cor trencat. No hi ha cap exemple d'una relació amorosa més o menys equilibrada i perdurable.
Traducció al català de la primera estrofa d'aquesta secció: 
Estrofa 84:
| meyiar orðom scyli mangi trúa, né því er qveðr kona, þvíat á hverfanda hvéli vǫ́ro þeim hiǫrto scǫpuð, brigð í brióst um lagit. | ningú no hauria de confiar en les paraules d'una noia ni en el que digui una dona: perquè llurs cors foren creats en rodell de terrissaire i la inconstància posada dins llurs pits. |

### Fyrra dæmi Óðins

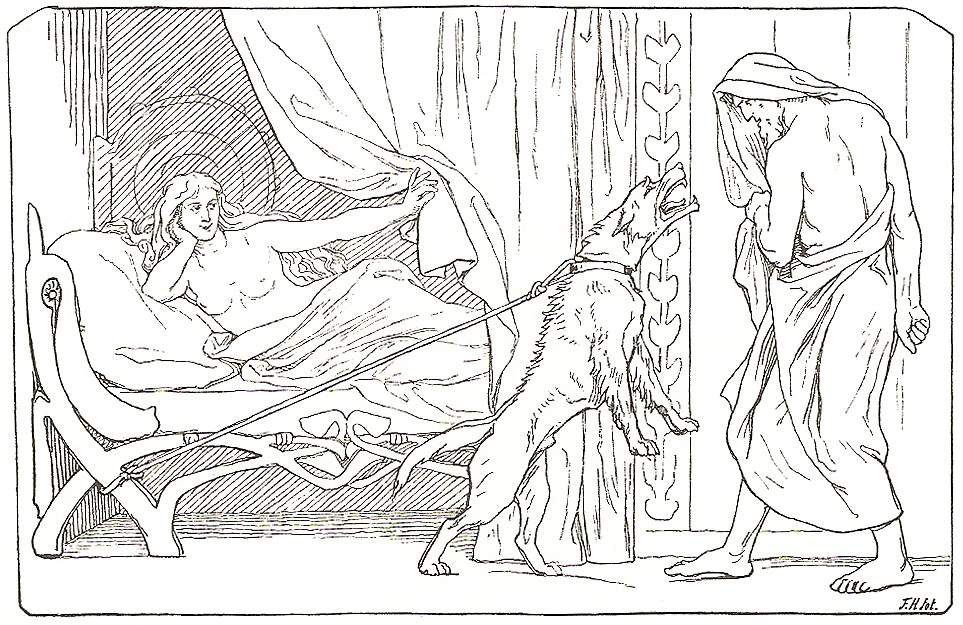
La filla de Billingr i Odin, gravat de Lorenz Frølich per a l'edició danesa del 1895

El Primer exemple d'Odin (en islandès: Fyrra dæmi Óðins o Meyjarþáttr) abasta les estrofes 96-102. En aquest, el déu Odin hi resulta ensarronat i burlat quan intenta seduir la filla, radiant com el sol (sólhvíta), del gegant Billingr¹: quan el déu, al matí, aconsegueix, finalment, d'arribar fins al llit de la noia, en comptes d'ella hi troba una gossa lligada.
¹. A la Vǫlospá s'esmenta un nan que es diu Billingr. Per raons d'espai, no podem pas tractar aquí si el Billingr dels Hávamál s'ha de veure com el mateix Billingr que apareix esmentat en la Vǫlospá.

### Seinna dæmi Óðins
El Segon exemple d'Odin (en islandès: Seinna dæmi Óðins, Síðara dæmi Óðins o Gunnlaðar þáttr) abasta les estrofes 103-110. En aquest, el déu Odin enganya i sedueix Gunnlǫð, la filla del gegant Suttungr, a fi d'aconseguir el valuós hidromel de la poesia que posseeix el pare d'ella. El capítol II dels Skáldskaparmál de Snorri Sturluson dona una versió lleugerament diferent d'aquest mateix mite.
Estrofa 103:
| Heima glaðr gumi ok við gesti reifr, sviðr skal um sig vera, minnigr ok málugr. ef hann vill margfróðr vera; opt skal góðs geta. Fimbulfambi heitir sá er fátt kann segja, þat er ósnotrs aðal. | A casa seva estigui alegre l'home i somrient amb els hostes, cal que hi sàpiga ser un bon conversador i tenir bona memòria si vol semblar-los ric en vivències, i que sovint esmenti coses bones! Tros de tòtil es diu del qui no té res a contar: vet ací quina és la natura del nici. |

## Loddfáfnismál
Les dites de Loddfáfnir o El discurs de Loddfáfnir és la següent secció dels Hávamál (estrofes 111 a 137) i tracten sobre la moral, l'ètica, l'acció correcta i els codis de conducta. Les dites van adreçades a Loddfáfnir (nom parlant que, en la interpretació d'alguns, voldria dir tant com 'escalda itinerant'): a la primera estrofa d'aquesta secció, que té caràcter introductori, un oient que resta anònim afirma que ell no farà res més que repetir als oients el que ell mateix va sentir dir un cop a les sales d'Hávi de boca del mateix Hávi, una sèrie de consells adreçats a Loddfáfnir.

## Rúnatal

El sacrifici d'Odin, en un gravat de Lorenz Frølich per a l'edició danesa del 1895

El Rúnatal (Rúnatals-þáttr Óðins o secció de la narració, que també es podria traduir per Relació o dissertació d'Odin sobre les runes) és una secció dels Hávamál en la qual Odin revela el secret de l'origen de les runes: aquests símbols de l'alfabet germànic existien amagats dins la terra; Odin es va haver d'immolar a si mateix com a preu perquè les runes sortissin de la terra i pugessin cap a ell, penjat a l'«arbre bressolat pel vent» (això és, la forca): ell les «aprèn» (nema vol dir 'aprendre' en islandès, no pas 'agafar' com en alemany) extraient-les de la terra i aixecant-les cap a si: aparentment, cada tres dies aconsegueix de fer sortir de la terra una octada (l'alfabet rúnic consta de 3 octades o grups de vuit runes cadascun), de manera que al desè dia pot caure de la forca i ressuscitar. El Rúnatal comprèn les estrofes 138 a 145 dels Hávamál. Odin parla del seu propi sacrifici a l'estrofa 138. El text de les dues primeres estrofes (escrit en nòrdic antic i en traducció feta pel Dr. Riutort, URV) és el següent: 
Estrofa 138:
| Veit ec at ec hecc vindgameiði á nœtr allar nío, geiri undaðr oc gefinn Óðni, siálfr siálfom mér, á þeim meiði, er mangi veit, hvers hann af rótom renn. | Sé que vaig estar penjat d'arbre bressolat pel vent nou nits senceres, ferit de llança, i ofert a Odin, jo mateix ofert a mi mateix, en aquell arbre del qual ningú no sap de quines arrels neix. |

Estrofa 139:
| Við hleifi mic sældo né við hornigi, nýsta ec niðr, nam ec upp rúnar, œpandi nam, fell ec aptr þaðan. | No em van assadollar amb pa ni amb cap banya [m'apagaren la set]; vaig mirar cap avall: vaig aprendre les runes alçant-les cap a mi udolant les vaig aprendre i després, vaig caure d'allà, de nou [a terra]. |

## Ljóðatal
L'última secció (estrofes 146-163), el Ljóðatal o Relat sobre els cants màgics, és molt mítica. Tracta sobre la transmissió del coneixement i sobre els misteris odínics. És essencialment una llista i una guia d'un cert nombre d'encanteris rúnics. Existeixen semblances entre aquesta secció i els Sigrdrífumál, en els quals la valquíria Sigrdrífa detalla un cert nombre d'encanteris rúnics que ella fa anar. A tall d'exemple, valguin les estrofes 146, amb què comença aquesta secció, i l'estrofa 151, amb traducció al català del Prof. Dr. Riutort (URV), que fa així:
Estrofa 146:
| Ljóð ec þau kann er kann-at þjóðans kona oc mannskis mǫgr. Hjálp heitir eitt, en þat þér hjálpa mun við sǫkum oc sorgum oc sútum gǫrvǫllum. | Sé fer aquests encanteris que no sap esposa de sobirà ni fill d'humà. El primer es diu «Ajut», i ell t'ajudarà en plets i penes, i en tots els neguits. |

Estrofa 151:
| Þat kann ek it sétta: ef mik sǽrir þegn á vrótum hrás viðar, oc þann hal er mic heipta kveðr, þann eta mein heldr en mic. | Aquesta és la sisena cosa que sé: si un guerrer em fereix amb les arrels d'un arbre verdejant, que sigui aquest home a qui devorin els mals que ell ha conjurat perquè em turmentin, més aviat que no pas a mi. |

El fet d'enviar una arrel d'un arbre amb fulles («arbre verdejant») amb runes entallades està molt ben documentat en la literatura norrena; va ser aquesta, per exemple, la causa de la mort de Grettir el Fort.

## Neopaganisme
Molts dels qui professen la moderna fe de l'Ásatrú i altres grups que han estat reconstruint la mitologia germànica donen una certa èmfasi als Hávamál com una de les fonts —entre moltes altres fonts històriques— de les creences de la seva religió revifada.